# Mioara David
Mioara David (Brașov, 15 de mayo de 1970) es una deportista rumana que compitió en esgrima, especialista en la modalidad de espada.
Ganó dos medallas de plata en el Campeonato Mundial de Esgrima, en los años 1993 y 1997, ambas en la prueba por equipos.

## Palmarés internacional
| Campeonato Mundial | Campeonato Mundial          | Campeonato Mundial | Campeonato Mundial  |
| Año                | Lugar                       | Medalla            | Prueba              |
| ------------------ | --------------------------- | ------------------ | ------------------- |
| 1993               | Essen (Alemania)            | Medalla de plata   | Florete por equipos |
| 1997               | Ciudad del Cabo (Sudáfrica) | Medalla de plata   | Florete por equipos |